# Elaeodendron aquifolium
Elaeodendron aquifolium är en benvedsväxtart som först beskrevs av Adriano Fiori, och fick sitt nu gällande namn av Emilio Chiovenda. Elaeodendron aquifolium ingår i släktet Elaeodendron och familjen Celastraceae. Inga underarter finns listade.